# Wawrzyniec Błaskowicz
Wawrzyniec Błaskowicz (ur. 4 kwietnia 1596 w Jarosławiu, zm. 13 sierpnia 1640 tamże) − burmistrz Jarosławia w latach 1637-1640.

## Życiorys
Mieszczanin, z zawodu szewc, w księgach miejskich notowany w późniejszym okresie także jako kupiec. Wielokrotnie był stroną w sporach sądowych na tle finansowym. Był też oskarżony przed sądem zamkowym o stręczycielstwo. W latach 1620–1622 sprawował urząd ławnika, następnie rajcy miejskiego (w latach 1630-1637), a w latach 1637-1640 burmistrza Jarosławia. Właściciel kamienicy przy ulicy Sobieskiego (dawniej: Zamkowej).
Miał żonę Ewę oraz dwoje dzieci. Syn Adam był studentem Akademii Krakowskiej, następnie wstąpił do zakonu oo. jezuitów. Córka została żoną jarosławskiego księgarza, ławnika i rajcy miejskiego Mikołaja Koźlewicza.